# رجاء ياقوت صالح
رجاء ياقوت صالح (27 ديسمبر 1937 - 25 فبراير 2012) كاتبة وأكاديمية مصرية، كانت أستاذ ورئيس قسم اللغة الفرنسية وعميدة كلية الدراسات الإنسانية بجامعة الأزهر.

## سيرتها
ولدت رجاء ياقوت صالح في الإسكندرية 27 ديسمبر 1935. نالت ليسانس الآداب فرنسي عام 1958، ماجستير في الآداب من جامعة عين شمس 1966 ودكتوراه الدولة في الآداب من باريس 1973. عُيّنت معيدة بآداب عين شمس 1967، ثم الأزهر. تمت ترقيتها حتی أستاذ ثم عميد كلية الدراسات الإنسانية من 12 أكتوبر 1988 حتى 20 أكتوبر 1994. عضو لجنة الترجمة بالمجلس الأعلى للثقافة.

شاركت في رعاية الطالبات المصريات بفرنسا خلال عمل زوجها عبد الأحد جمال الدين (توفي في 26 يناير 2013) مستشاراً ثقافيا بسفارة المصرية بباريس.

## وفاتها
توفيت رجاء ياقوت صالح في 25 فبراير 2012.

## مؤلفاتها
- الأدب الفرنسي في عصر النهضة
- مولد طفل
- صناعة الكتاب بين الأمس واليوم: ترجمة من الفرنسية.
- مدخل إلى الشعر الفرنسي الحديث والمعاصر: ترجمة من الفرنسية.

## الأوسمة والجوائز
- وسام فارس من الحكومة الفرنسية
- جائزة الدولة التشجيعية في الترجمة، 1988، من مجلس الأعلى للثقافة
- جائزة الدولة للتفوق: 2009.